# Paul Turpin
Pour les articles homonymes, voir Turpin.
Paul Turpin, né le 8 janvier 1993, à Pau, en France, est un joueur français de basket-ball. Il évolue au poste de d'arrière.